# Temnora nephele
Temnora nephele là một loài bướm đêm thuộc họ Sphingidae. Loài này có ở Cameroon, Gabon, Cộng hòa Congo và Nigeria.
Chiều dài cánh trước khoảng 21 mm đối với con đực và 23 mm đối với con cái. Nó rất giống loài Temnora reutlingeri reutlingeri.